# Lilballe
Lilballe er en bydel i Kolding, beliggende 8 km nord for Kolding Centrum og nordvest for Sønderjyske Motorvej. Bydelen består af 20-30 matrikelnumre og ca. lige så mange huse.
Lilballe hører til Eltang Sogn. Eltang Kirke ligger 2 km øst for den gamle landsby Lilballe ved Eltangvej.

## Faciliteter
Børnene går i skole til 6. klasse i Eltang, hvor der også er børnehave. Lilballe Forsamlingshus har en sal til 70 personer. Huset ligger i landsbyen og drives af Lilballe Borgerforening. Beboerne i Eltang og Sønder Vilstrup Sogne kan desuden leje borgerforeningernes partytelt eller låne en pavillon med udekøkken bag Eltang Skole.
Længst ude mod motorvejen ligger Motorsportsanlægget Lilballe.

## Historie

### Navnet
Trap kalder i 1906 landsbyen Lilleballe eller Lildballe. Målebordsbladene fra 1800-tallet og den første del af 1900-tallet bruger også stavemåden Lilleballe.

### Jernbanen
Lilballe fik holdeplads på Kolding-Egtved Jernbane (1898-1930). Holdepladsen lå ½ km vest for landsbyen og medførte ikke nævneværdig bebyggelse. Stationsbygningen er bevaret på Eltangvej 227, men er ikke synlig fra offentlig vej.

### Industri
Koldings nordlige erhvervsområde Industri Nord bredte sig omkring årtusindeskiftet kraftigt i retning mod Lilballe. Det medførte en vedtagelse af Kolding Kommunes lokalplan 0551-21, 8. maj 2006, der tilgodeser og bevarer landsbymiljøet i Lilballe.